# Ulundurpettai
Ulundurpettai (o Ulundur, Ulundurpet, Kiranur) è una suddivisione dell'India, classificata come town panchayat, di 19.251 abitanti, situata nel distretto di Viluppuram, nello stato federato del Tamil Nadu. In base al numero di abitanti la città rientra nella classe IV (da 10.000 a 19.999 persone).

## Geografia fisica
La città è situata a 11° 41' 60 N e 79° 16' 60 E e ha un'altitudine di 73 m s.l.m..

## Società

### Evoluzione demografica
Al censimento del 2001 la popolazione di Ulundurpettai assommava a 19.251 persone, delle quali 9.706 maschi e 9.545 femmine. I bambini di età inferiore o uguale ai sei anni assommavano a 2.275, dei quali 1.132 maschi e 1.143 femmine. Infine, coloro che erano in grado di saper almeno leggere e scrivere erano 13.655, dei quali 7.686 maschi e 5.969 femmine.